# Métro de Nuremberg
Pour les articles homonymes, voir U1, U2 et U3.
Le métro de Nuremberg est le réseau de métro le plus récent d'Allemagne et forme, avec la S-Bahn et le réseau de tramway de cette ville, l'épine dorsale du système de transport en commun de Nuremberg et Fürth.
Il comporte aujourd'hui trois lignes.
Le métro de Nuremberg est construit et maintenu par la municipalité. La société d'exploitation est constituée par la société de transport de Nuremberg (VAG) et la société d'infrastructure de Fürth (INFRA) réunies dans la société de transports publics de l'agglomération de Nuremberg (VGN).
Le réseau de transport en public comprend également trois lignes de S-Bahn (RER).

## Historique

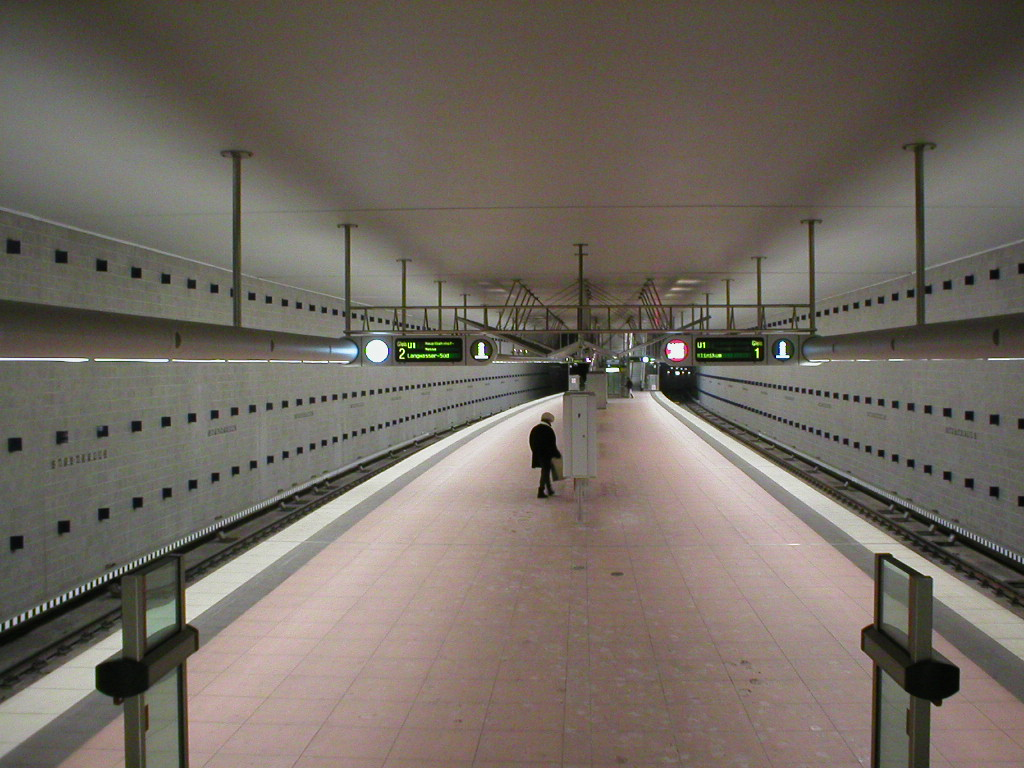
La station Fürth Stadthalle

Les premiers plans pour un métro à Nuremberg sont lancés en 1925 lorsque l'ingénieur Oscar Freytag se prononce pour une construction souterraine de la Ludwigsbahn. On peut considérer que les prémices du métro datent de 1939 lorsque les tronçons du tramway de l'avenue Allensberger (Allersberger Straße)  et de l'avenue de la Bavière (Bayernstraße) sont mis en souterrain. Ces aménagements, qui subsistent aujourd'hui, devaient éviter de perturber les défilés des troupes SS de la  caserne toute proche ainsi que les rassemblements du parti.
En 1956, une première proposition de construction de métro émanant du professeur de Ulm Max Feuchtinger est repoussée par la municipalité. En 1963, la municipalité décide de construire un tramway souterrain sur proposition du professeur Walter Lambert. Fin 1965, la municipalité revient sur sa décision précédente et décide de construire un métro classique, revirement motivé par une décision similaire de la ville de Munich à la même époque. La première ligne devait suivre le tracé de la ligne de tramway n°1. Dès cette époques trois lignes sont prévues :
- U1: Langwasser – Hauptbahnhof – Altstadt – Plärrer – Fürth
- U2: Stein – Plärrer – Hauptbahnhof – Flughafen
- U3: Wetzendorf – Friedrich-Ebert-Platz – Plärrer – Südstadt – Tiergarten.

Les travaux commencent en 1967 et le premier tronçon Langwasser Süd - Bauernfeindstraße (3,7 km) est inauguré en 1972.

## Le réseau

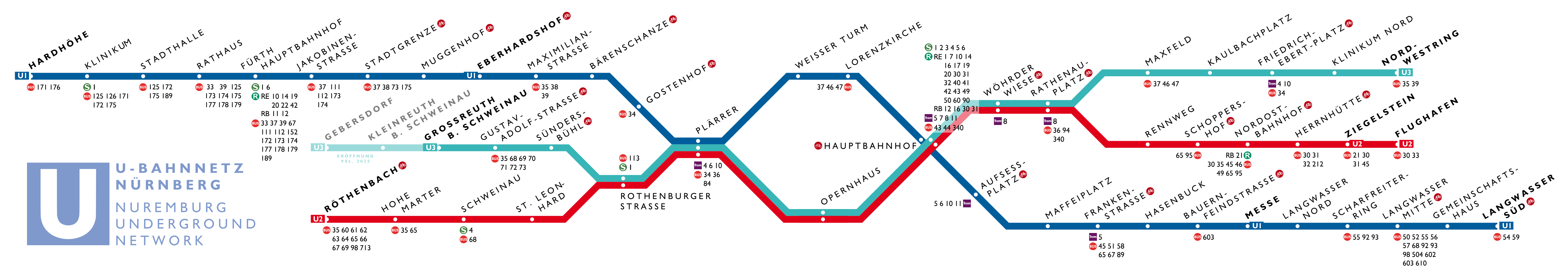
Carte topologique du réseau

Le réseau comporte 38,2 km de voies dont 32,7 sont souterraines, 4,5 km en surface et 1 km sur viaduc.

### Lignes en service
| Ligne   | Parcours                        | Mise en service | Dernier prolongement | Temps de trajet | Longueur en km | Nombre de stations |
| ------- | ------------------------------- | --------------- | -------------------- | --------------- | -------------- | ------------------ |
|         | Fürth Hardhöhe ↔ Langwasser Süd | 1972            | 2007                 | 35 min          | 18,5           | 27                 |
|         | Flughafen/Airport ↔ Röthenbach  | 1984            | 1999                 | 22 min          | 13,2           | 16                 |
|         | Großreuth ↔ Nordwestring        | 2008            | 2020                 | 19 min          | 9,2            | 14                 |
| TOTAL : | TOTAL :                         | TOTAL :         | TOTAL :              | TOTAL :         | 38,2           | 49                 |

### La ligne U1  Langwasser Süd – Fürth Hardhöhe

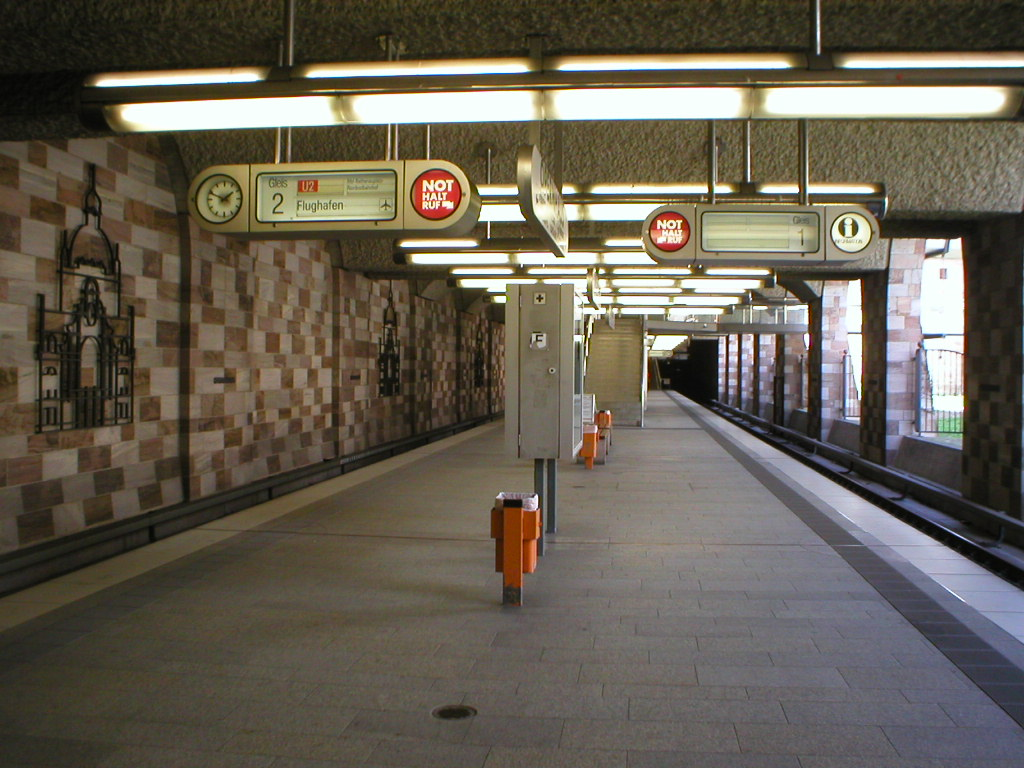
La station Opernhaus (Opéra)

La ligne U1 est aujourd'hui la ligne la plus fréquentée. Elle comporte 27 stations et relie le quartier de Langwasser au Centre-Ville et à Fürth; les 18,5 km de la ligne sont parcourus en 35 minutes.

### La ligne U2 Röthenbach – Flughafen
La ligne U2 comporte 13 km de voies et 16 stations ; la durée du trajet et de 22 minutes. La ligne dessert plusieurs musées ainsi que des centres de loisirs comme le cinéma multi-salles Cinecittà.
Un projet d'automatisation de cette ligne est en cours. Depuis septembre 2009, plusieurs trains sont déjà automatisés. Il est prévu de faire circuler tous les trains en automatique à partir de janvier 2010. La ligne est donc la deuxième au monde à être convertie du pilotage manuel à l'automatisme intégral sans interruption du trafic (la première est la ligne D de Lyon en 1992) , suivie de près par la ligne 1 du métro de Paris.

### La ligne U3 Nordwestring – Großreuth

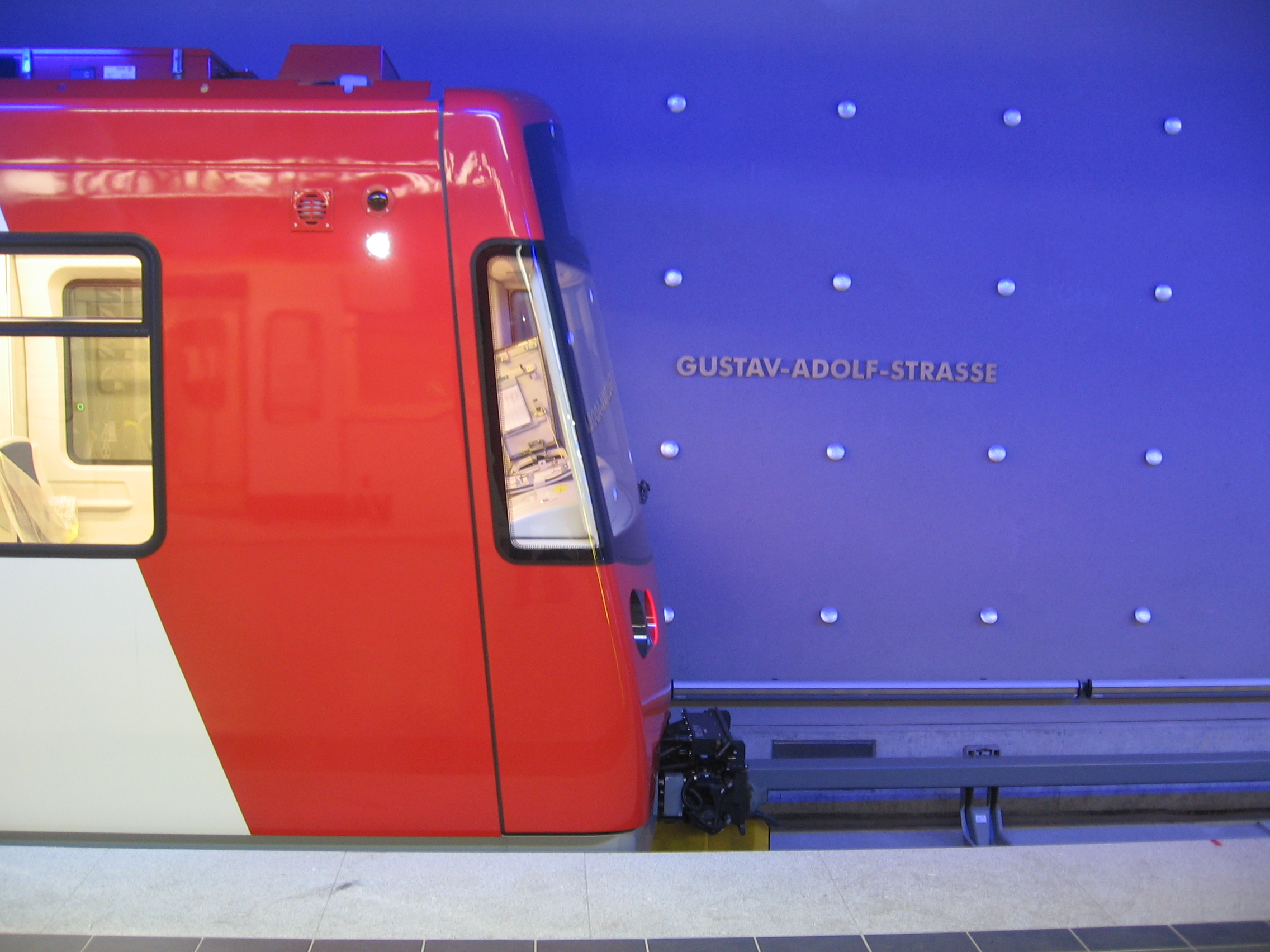
Rame DT3

La ligne U3 comporte environ 9.2 km de voies et 14 stations. Cette ligne, ouverte en juin 2008, est entièrement automatique. Elle doit être prolongée vers Gebersdorf, au sud.
Le tronçon central de la ligne U3 (de Rothenburger Strasse à Rathenauplatz) est commun avec la ligne U2. Il a la particularité d'être le premier tronçon de ligne de métro au monde sur laquelle circulent à la fois des trains avec conducteurs (ceux de la ligne U2) et automatiques (ceux de la ligne U3).

## Fonctionnement
Le métro de Nuremberg fonctionne de 4h50 du matin à minuit. Il y a une rame toutes les 3 à 7 minutes, le soir toutes les 10 minutes.

## Les stations

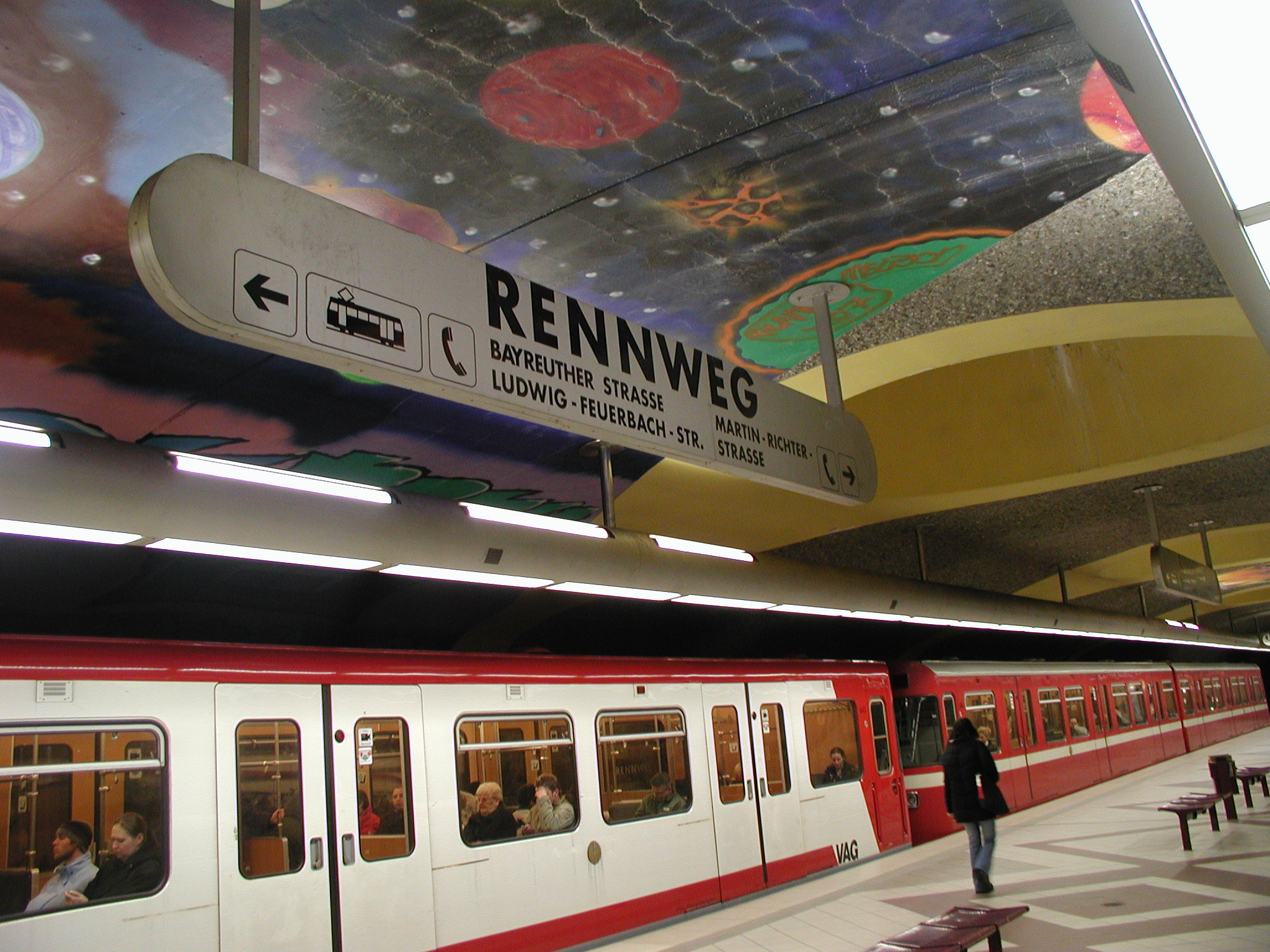
La station Rennweg

Le métro dessert en tout 49 stations dont neuf font partie de la future ligne U3 (en comptant les stations qui desservent plusieurs lignes autant de fois).
Toutes les stations font 90 mètres de long et sont organisées autour d'un quai central sauf les stations Muggenhof et Stadtgrenze dont les voies sont encadrées par deux quais. Toutes les stations sont desservies par des escaliers mécaniques - ce qui est exceptionnel en Allemagne - permettant d'accéder aux sorties ou à une salle d'échanges.
La correspondance entre les lignes U1 et U2 est assurée aux stations Plärrer, où le changement se fait quai à quai, et à Hauptbanhof ou les deux lignes sont l'une au-dessus de l'autre.

## Le matériel roulant
Les rames du métro de Nuremberg circulent sur une voie à écartement normal (1,435 m) et sont alimentées en 750 volts. La vitesse maximale est de 80 km/h (elle ne peut être atteinte que sur certaines portions du réseau).
Les voitures sont des motrices appartenant à deux types : G1 et DT3. Ce dernier modèle, sans conducteur, équipe les lignes U2 et U3.

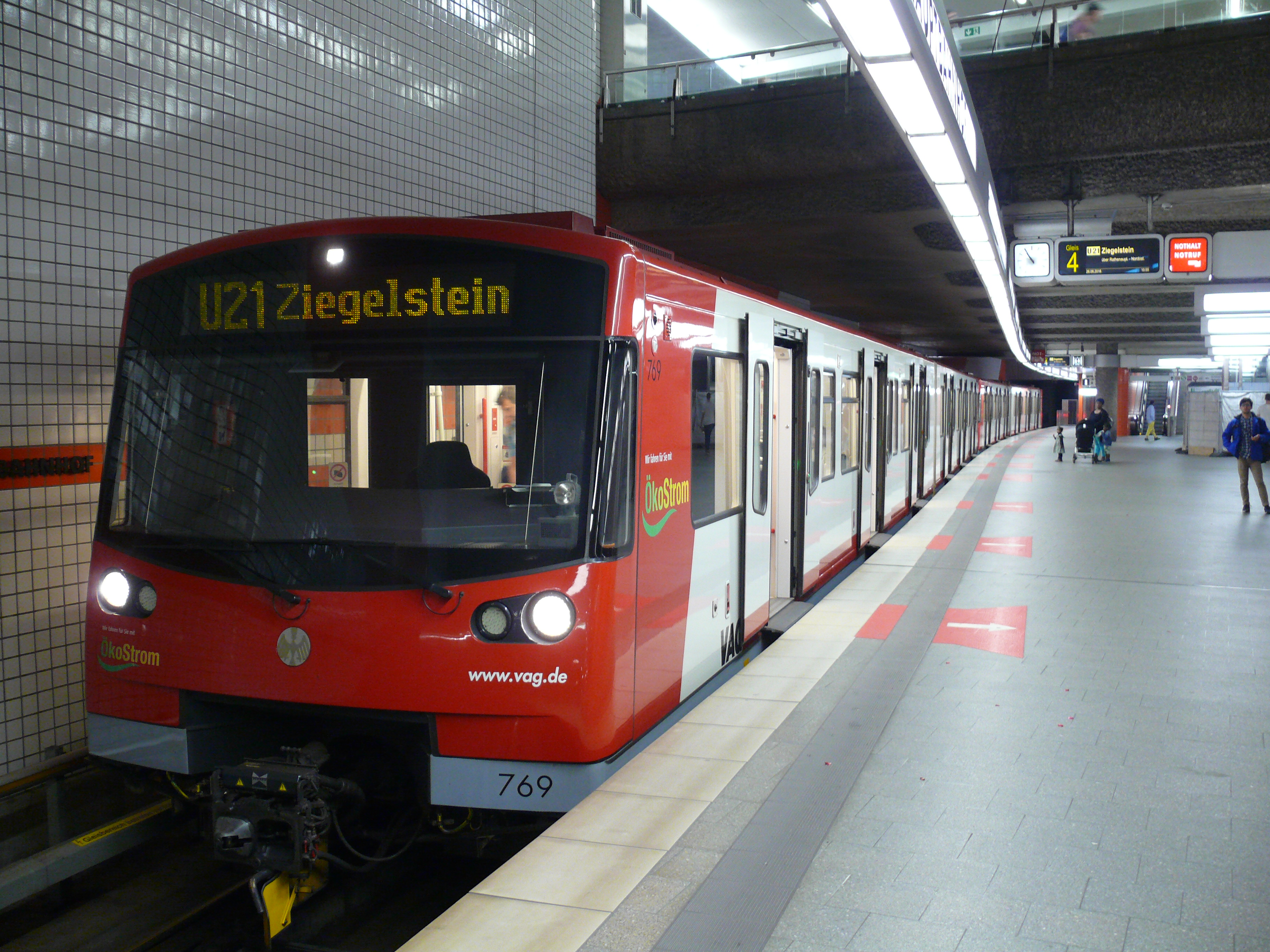
Train de la série DT3

| Type de véhicule | Type de véhicule | Livraison | Suppression | Fabricant                             | Nombre | Capacité totale de places | Conduite    | Ligne(s) desservies(s) | Photo |
| ---------------- | ---------------- | --------- | ----------- | ------------------------------------- | ------ | ------------------------- | ----------- | ---------------------- | ----- |
| DT1              | DT1              | 1970–1984 | 2023        | Allgemeine Elektricitäts-Gesellschaft | 64     | 290                       | Conducteur  |                        |       |
| A                | A                | 1971      | 2009        | MAN SE                                | 6      | 290                       | Conducteur  |                        |       |
| DT2              | DT2              | 1993      | 2022        | Allgemeine Elektricitäts-Gesellschaft | 12     | 290                       | Conducteur  |                        |       |
| DT3              | DT3              | 2004-2007 | en service  | Siemens Mobility                      | 46     | 320                       | Automatique |                        |       |
| DT3              | DT3F             | 2004-2011 | en service  | Siemens Mobility                      | 46     | 288                       | Automatique |                        |       |
| G1               | G1               | 2018–2022 | en service  | Siemens Mobility                      | 35     | 605                       | Conducteur  |                        |       |

### Série DT3
Les rames de type DT3 construites par Siemens Mobility sont les premiers véhicules du réseau à être équipés d'une conduite automatique destinées à équiper la nouvelle ligne U3 ainsi qu'une partie des véhicules de la ligne U2.. Elles ont été livrées en deux phases avec la première série déployée entre 2004 et 2007 au nombre de 46 puis la deuxième série nommée "DT3-F" a été déployée entre 2010 et 2011 au nombre de 14. La première série dispose d'une conduite sans conducteur avec des vitres à l'avant et à l'arrière des rames permettant aux passagers d'observer à travers. La deuxième série nommée DT3-F dispose également d'une conduite sans conducteur mais présente des cabines de conduites à l'avant et à l'arrière au cas où la rame doit être conduite manuellement. Chacun des trains est constitué de deux rames de deux voitures accouplées entre elles de manière permanente. Ces rames équipent intégralement les lignes U2 et U3 depuis 2010.

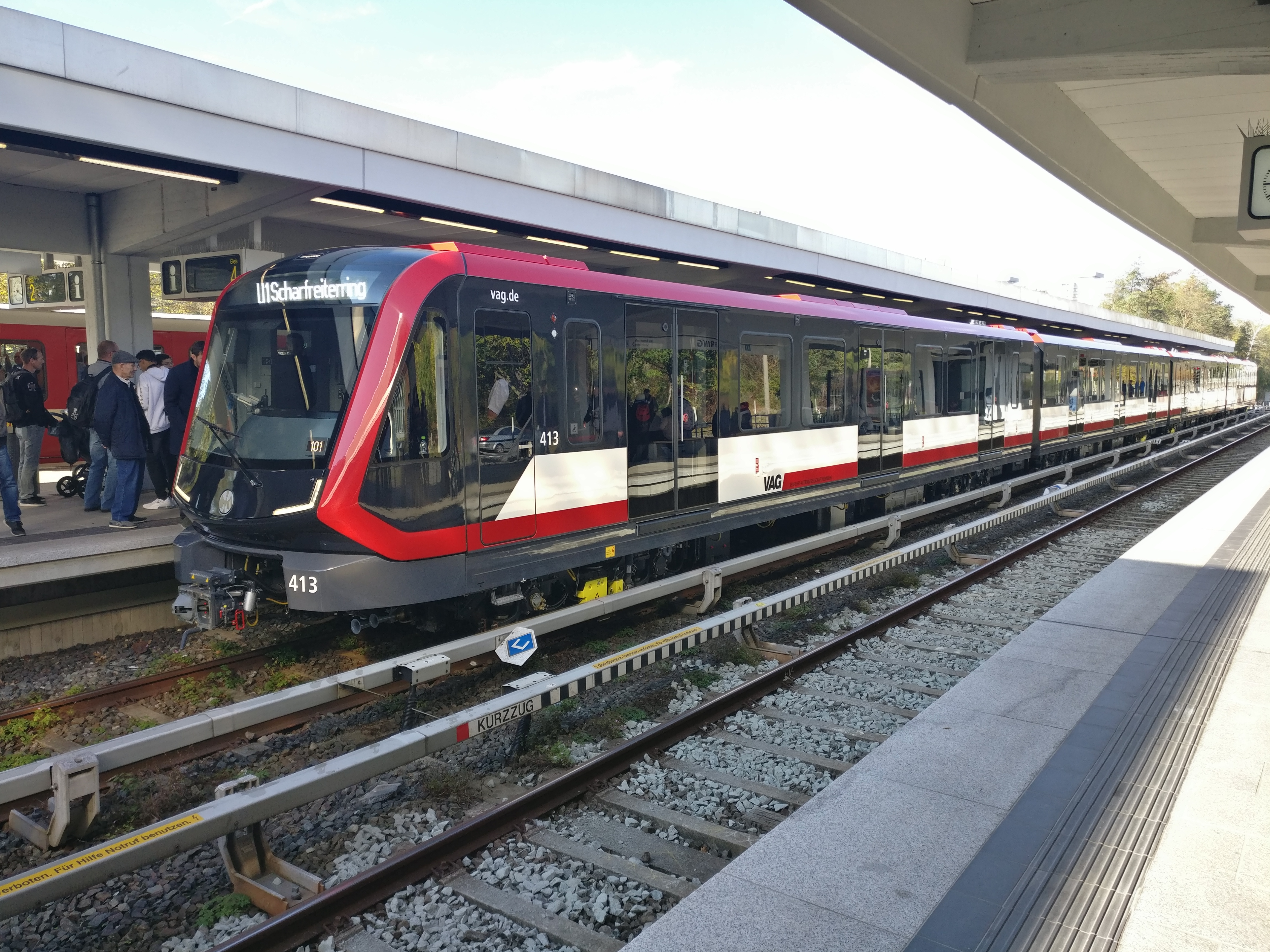
Train de la série G1

### Série G1
Les rames de type DT3 construites également par Siemens Mobility ont été livrées entre 2018 et 2022 et ont permis d'achever le remplacement des séries DT1 et DT2. Chacun des trains est constitué d'une rame de quatre voitures. Bien qu'étant actuellement exploitée avec un conducteur à bord, les cabines de conduites sont conçues pour pouvoir être retirées pour que ces rames soient exploitée à l'avenir de manière intégralement automatique. Elles équipent intégralement la ligne U1 depuis 2023.